# Instituto Universitario de Restauración del Patrimonio
El Instituto Universitario de Restauración del Patrimonio es una entidad de investigación de la Universidad Politécnica de Valencia cuya actividad se desarrolla en torno a la conservación y restauración del patrimonio histórico-artístico.

## Historia

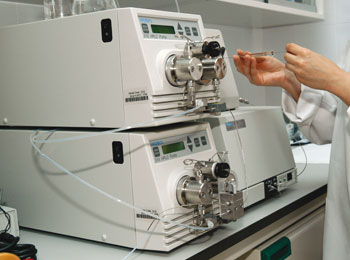
Cromatógrafo de líquidos. Equipamiento de análisis científico de alta sensibilidad para la identificación y cuantificación de sustancias orgánicas.

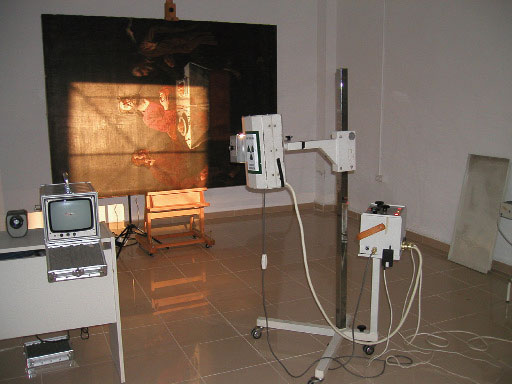
Unidad de Rayos X. Técnica no destructiva utilizada para visualizar y examinar la estructura interna de los objetos.

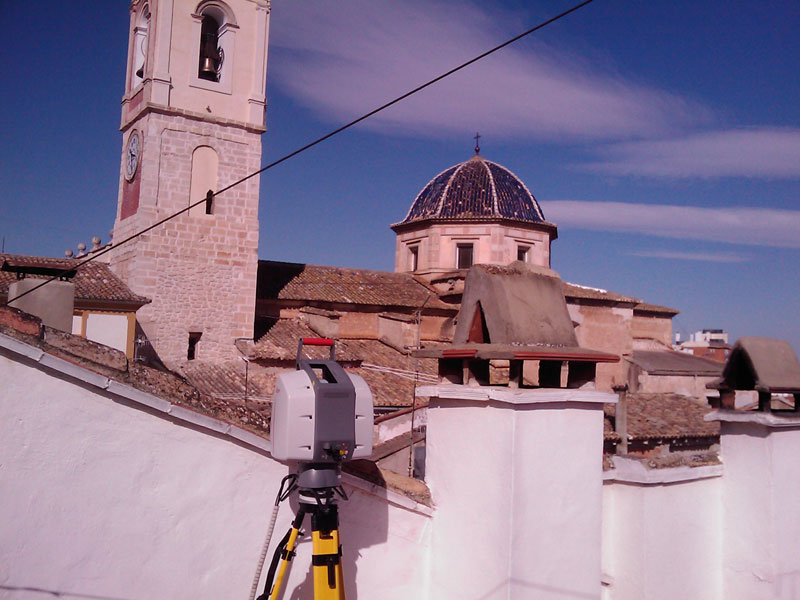
Escáner 3D de altas prestaciones diseñado para su uso en grandes volúmenes.

El Instituto de Restauración del Patrimonio de la Universidad Politécnica de Valencia (IRP) surge como Estructura No Convencional de Investigación (ENCI), del tipo de las definidas en las directrices aprobadas en la Junta de Gobierno de la Universidad Politécnica de Valencia, del 25 de febrero de 1999. Acogiéndose a las mismas, fue aprobado por Junta de Gobierno el 21 de diciembre de 1999.
Posteriormente, y según Decreto 6/2006, de 13 de enero, del Consell de la Generalitat (DOGV-núm. 5179 de 18 de enero de 2006), el Instituto de Restauración del Patrimonio se crea como Instituto Universitario de Investigación en la Universidad Politécnica de Valencia.

## Servicios
El Instituto de Restauración del Patrimonio se estructura en dos áreas temáticas: el Área de Intervención en el Patrimonio Pictórico y Escultórico y el Área de Intervención en el Patrimonio Arquitectónico, y en un Área de Formación y Difusión.
El Área de Intervención en el Patrimonio Pictórico y Escultórico desarrolla sus actividades tanto en la investigación básica, como en la investigación aplicada, buscando la adquisición de nuevos conocimientos que permitan obtener nuevos productos, técnicas, procesos, métodos o sistemas.
El Área de Intervención en el Patrimonio Pictórico y Escultórico está formada por talleres de restauración:
- Pintura Mural: Fresco, seco, cola, Pintura al temple, Esgrafiado
- Pintura de Caballete y Retablos: Lienzo, tabla, Retablo
- Materiales Escultóricos y Ornamentales: Piedra, morteros, Estuco, bronces, Terracota, madera...
- Dorados, Policromía, Mobiliario y Expertización
- Materiales Arqueológicos y Etnográficos: pavimentos, azulejería, piezas cerámicas, vidrieras, Restos arqueológicos, tapiz, casullas, mantos
- Obra Gráfica y Documental: Dibujo, Pergamino, Grabado, Libro, Fotografía, Manuscrito

El Área de Intervención en el Patrimonio Arquitectónico desarrolla su actividad estableciendo metodologías de actuación basadas en el examen científico previo, mediante la investigación en el triple plano histórico, formal y tecnológico, estudiando especialmente los materiales, las técnicas, los procesos de deterioro y las causas de los mismos, buscando las respuestas tanto en el análisis del comportamiento de las técnicas tradicionales, como en la aplicación de las nuevas técnicas de vanguardia. 
El Área de Intervención en el Patrimonio Arquitectónico está formada por unidades de actuación:
- Arquitectura Monumental e Histórica
- Paisaje y el Patrimonio Rural
- Investigación, Restauración y Difusión del Patrimonio Arquitectónico
- Análisis Urbano
- Ingeniería aplicada al Patrimonio
- Investigación del Color en el Patrimonio
- Catalogación, Análisis Crítico y Promoción del Patrimonio
- Espacio Museístico y Escénico